# Alexis Joveneau
Pour les articles homonymes, voir Joveneau.
Pour un article plus général, voir Abus sexuels dans la congrégation des Oblats de Marie-Immaculée.
Alexis Joveneau était un missionnaire catholique belge de la congrégation cléricale des Oblats de Marie-Immaculée, né le 20 mars 1926 à Tournai et décédé à La Romaine le 22 décembre 1992.
Missionnaire et prêtre sur la Basse-Côte-Nord, le personnage controversé édite les premiers ouvrages en innu-aimun, usant de sa puissance et son influence auprès des Innus afin de commettre des abus sexuels, physiques, psychologiques et financiers.

## Biographie
Joveneau rejoint les Oblats de Marie-Immaculée le 2 octobre 1945. Il est ordonné prêtre le 18 février 1951. Il est formé comme missionnaire à Moosoonee, avant d'être affecté comme professeur à Davis Inlet, puis comme curé à La Romaine.
Le père Joveneau écrit et édite de nombreux périodiques et ouvrages ethnologiques et linguistiques concernant les Montagnais d'Unamen Shipu. Grâce à l'aide des Sœurs de la Sainte Famille de Bordeaux, établies à Lourdes-de-Blanc-Sablon, il fait l'acquisition d'un duplicateur à alcool, qui lui permet de publier, avec la collaboration des Innus, plusieurs périodiques : Le Traceur, en montagnais; Le Baliseur en français et Angèle vous parle, en français, de même que de nombreux ouvrages religieux et sur la culture montagnaise[réf. nécessaire].
Il participe aux films du cinéaste québécois Pierre Perrault Ka Ke Ki Ku, Attiuk, Le Goût de la farine, Le pays de la terre sans arbre ou le Mouchouânipi et La grande allure, tournés dans le Nitassinan,,,,.
Le fonds d'archives d'Alexis Joveneau est conservé au centre d'archives de la Côte-Nord (Sept-îles) de Bibliothèque et Archives nationales du Québec.

## Controverse et Abus sexuels

### «Déportation» de population
À son arrivée sur la Côte-Nord, Joveneau veut à tout prix « civiliser » les Innus. Joveneau maîtrise rapidement la langue, ce qui lui donne un avantage par rapport à ses confrères, et un ascendant sur les fidèles. Il a comme projet de regrouper les communautés de Pakuashipi et Unamen Shipu afin d'exercer un meilleur contrôle sur l'administration des communautés et leurs finances. Joveneau entreprend une stratégie de déportation et de délocalisation en mariant les femmes de Pakuashipi avec les hommes d'Unamen Shipu afin de faire venir s'établir les premières dans la communauté des derniers,,.

### Abus sexuels
Depuis les années 1950 jusqu’à sa mort, en 1992, Alexis Joveneau a agressé sexuellement des dizaines de victimes : des Innus, des Blancs, dont sa nièce Marie-Christine Joveneau. Ces faits sont relatés dans la série documentaire Face au diable de la Côte-Nord de Magalie Lapointe et Jani Bellefleur-Kaltush.
Le 28 novembre 2017, des membres de la communauté de Pakuashipi témoignent devant la commission d’Enquête nationale sur les femmes et les filles autochtones disparues et assassinées. Plusieurs témoins soutiennent avoir subi des sévices de la part du père Joveneau,,.
À l'époque de ces agressions, il était difficile pour les victimes et leurs familles de dénoncer Alexis Joveneau. Ces communautés Innus étaient doublement isolées du reste du Québec. D'abord par l'isolement géographique mais aussi à cause de la langue. Par ailleurs Alexis Joveneau agressait ses victimes au nom de Dieu.
En 1982, sa nièce Marie-Christine Joveneau décide de rejoindre Alexis Joveneau pour l'aider dans sa mission auprès des Innus. Âgée de 21 ans, elle devient son « jouet sexuel » pendant les huit mois où elle réside avec lui. Impossible de quitter ce territoire isolé sans son autorisation : « Quand on est devant des personnages démoniaques comme ça, on vit dans une peur constante d’être tuée. Dans ses crises de colère, j’avais peur d’être massacrée. Il avait une telle colère qui sortait de son regard et il cassait tellement de choses que je me disais, ça y est, il va s’en prendre à moi. Il cassait tout. Il vidait ses verres de gin orange à une telle vitesse. Plus il buvait, plus il était en colère, plus j’avais peur ».
En 2018, à l'initiative de Noëlla Mark, victime alléguée de l'Oblat Alexis Joveneau, un recours collectif est engagé à l'encontre des Oblats de Marie-Immaculée. Sont invités à se joindre à cette action les victimes entre 1950 et 2018 par « tout religieux, membre ou employé » des Missionnaires oblats de Marie-Immaculée
La congrégation des Oblats s'excuse pour les actes d'agression sexuelle qu'il a commis,.
En novembre 2021, l’action collective intentée par les victimes alléguées d’agressions sexuelles au Canada par des Oblats de Marie-Immaculée est autorisée. Plus de 200 personnes y sont inscrites. Les Oblats concernés par ce recours sont notamment :  Alexis Joveneau, Omer Provencher, Edmond Brouillard, Raynald Couture et Édouard Meilleur.

### Omer Provencher
Omer Provencher appartient à la congrégation des Oblats entre 1958 et 1980, il a travaillé à Sept-Îles et à Maliotenam. Il est soupçonné d'abus sexuels à l'égard des populations Innus. Il a quitté la congrégation en 1980 et s'est installé à Québec.

## Publications
- Louis Babel (trad. Alexis Joveneau), Uin Ka Kueshkuentak (Ka Kushkuellitak) shashish ka mishinaitshet nenu e ishikatshessimut nete Muskuanuts ueskats mishikati : Textes écrits par le Père Louis Babel O.M.I. donnés comme sermons à Musquaro à l'époque de la "mission" de tous les Indiens de la Basse Côte-Nord, La Romaine, Sœurs de la Sainte-Famille de Bordeaux, 1958, 112 p.
- Alexis Joveneau et Laurent Tremblay, Missionnaire au Nouveau-Québec (Lionel Scheffer, o.m.i.), Montréal, Rayonnement, 1971, 117 p.
- Alexis Joveneau, Eukun eshi aiamiast ninan ute ulamen-shipit - C'est ainsi que nous parlons à La Romaine, La Romaine, Comité culturel des montagnais de la Romaine, 1978, 486 p.
- Alexis Joveneau, « Eka takushameshkui : Ne mets pas tes raquettes sur les miennes », Histoire Québec, vol. 15, no 1,‎ 2009, p. 18 (lire en ligne)